# Mocarzewo (wieś)
Mocarzewo – wieś sołecka w Polsce, położona w województwie mazowieckim, w powiecie gostynińskim, w gminie Sanniki.
W latach 1975–1998 miejscowość administracyjnie należała do województwa płockiego.